# Feia ranta
Feia ranta är en fiskart som beskrevs av Richard Winterbottom 2003. Feia ranta ingår i släktet Feia och familjen smörbultsfiskar. Inga underarter finns listade i Catalogue of Life.